# ベンズ(a)アントラセン
ベンズ[a]アントラセン(Benz[a]anthracene)は、化学式C18H12の多環芳香族炭化水素である。
2014年2月、アメリカ航空宇宙局は、ベンズアントラセンを含む、宇宙の多環芳香族炭化水素の追跡データを公表した。科学者によると、宇宙に存在する炭素の20%以上は多環芳香族炭化水素と関連し、生命の起源になっている可能性があると考えられている（PAHワールド仮説）。多環芳香族炭化水素は、ビッグバン直後に形成されたと考えられ、宇宙全体に広がり、星形成や太陽系外惑星とも関連している。